# Eirik Haugan
Eirik Haugan (Ålesund, 27 agosto 1997) è un calciatore norvegese, difensore del Molde.

## Carriera

### Club
Haugan è cresciuto nelle giovanili del Molde. Il 24 aprile 2014 ha esordito in prima squadra, subentrando a Joona Toivio nella vittoria per 0-9 arrivata sul campo del Surnadal, sfida valida per il primo turno del Norgesmesterskapet.
Il 28 agosto 2015 è stato ingaggiato dai francesi dell'Olympique Marsiglia, che lo hanno aggregato alla propria squadra riserve, militante nello Championnat de France amateur (CFA). Il 4 giugno 2016 ha giocato pertanto la prima partita con questa compagine, in occasione del pareggio per 1-1 arrivato sul campo dello Stade Montois.
Il 18 maggio 2017 ha fatto ritorno in Norvegia per giocare nell'Hødd, in 2. divisjon, terzo livello del campionato locale: ha firmato un contratto valido fino al 31 dicembre 2018. Il 18 giugno ha debuttato con questa maglia, subentrando a Martin Mork Breivik nel 2-2 maturato sul campo del Vindbjart. L'8 luglio ha siglato la prima rete, nel 2-0 inflitto all'Egersund.
Scaduto il contratto con l'Hødd, nel febbraio 2019 si è aggregato in prova agli svedesi dell'Östersund. Il 13 febbraio ha quindi firmato un accordo con la squadra, valido per i successivi tre anni e mezzo. Il 20 maggio ha debuttato in Allsvenskan, schierato titolare nella sconfitta casalinga subita contro l'Örebro col punteggio di 1-3.
Lasciato l'Östersund dopo tre stagioni, con i rossoneri che nel frattempo erano retrocessi in Superettan al termine dell'Allsvenskan 2021, Haugan nel febbraio 2022 è stato ceduto ai vice campioni di Norvegia del Molde, squadra in cui era cresciuto e con cui ha firmato un accordo valido fino alla fine dell'anno.
Il 13 settembre 2022 ha rinnovato l'accordo con il Molde fino al 31 dicembre 2026.

### Nazionale
Haugan ha rappresentato la Norvegia a livello Under-15, Under-17, Under-18 e Under-19. Il 3 novembre 2016 è stato convocato dal commissario tecnico della Norvegia under 21 Leif Gunnar Smerud per le sfide amichevoli contro Slovacchia e Repubblica Ceca. Non è però stato impiegato nel corso delle due partite.

## Statistiche

### Presenze e reti nei club
Statistiche aggiornate al 16 agosto 2020.
| Stagione                     | Squadra                      | Campionato                   | Campionato | Campionato | Coppe nazionali | Coppe nazionali | Coppe nazionali | Coppe continentali | Coppe continentali | Coppe continentali | Altre coppe | Altre coppe | Altre coppe | Totale | Totale | Totale |
| Stagione                     | Squadra                      | Comp                         | Pres       | Reti       | Comp            | Pres            | Reti            | Comp               | Pres               | Reti               | Comp        | Pres        | Reti        | Pres   | Reti   |        |
| ---------------------------- | ---------------------------- | ---------------------------- | ---------- | ---------- | --------------- | --------------- | --------------- | ------------------ | ------------------ | ------------------ | ----------- | ----------- | ----------- | ------ | ------ | ------ |
| 2014                         | Molde                        | ES                           | 0          | 0          | CN              | 1               | 0               | UEL                | 0                  | 0                  | -           | -           | -           | 1      | 0      |        |
| gen.-ago. 2015               | Molde                        | ES                           | 0          | 0          | CN              | 1               | 0               | UCL+UEL            | 0                  | 0                  | -           | -           | -           | 1      | 0      |        |
| Totale Molde                 | Totale Molde                 | Totale Molde                 | 0          | 0          |                 | 2               | 0               |                    | 0                  | 0                  |             | -           | -           | 2      | 0      |        |
| 2015-2016                    | Olympique Marsiglia 2        | CFA                          | 1          | 0          | -               | -               | -               | -                  | -                  | -                  | -           | -           | -           | 1      | 0      |        |
| 2016-2017                    | Olympique Marsiglia 2        | CFA                          | 8          | 0          | -               | -               | -               | -                  | -                  | -                  | -           | -           | -           | 8      | 0      |        |
| Totale Olympique Marsiglia 2 | Totale Olympique Marsiglia 2 | Totale Olympique Marsiglia 2 | 9          | 0          |                 | -               | -               |                    | -                  | -                  |             | -           | -           | 9      | 0      |        |
| mag.-dic. 2017               | Hødd                         | 2D                           | 15         | 2          | CN              | -               | -               | -                  | -                  | -                  | -           | -           | -           | 15     | 2      |        |
| 2018                         | Hødd                         | 2D                           | 25         | 4          | CN              | 4               | 1               | -                  | -                  | -                  | -           | -           | -           | 29     | 5      |        |
| Totale Hødd                  | Totale Hødd                  | Totale Hødd                  | 40         | 6          |                 | 4               | 1               |                    | -                  | -                  |             | -           | -           | 44     | 7      |        |
| 2019                         | Östersund                    | A                            | 12         | 0          | CS              | 1               | 0               | -                  | -                  | -                  | -           | -           | -           | 13     | 0      |        |
| 2020                         | Östersund                    | A                            | 15         | 0          | CS              | 1               | 0               | -                  | -                  | -                  | -           | -           | -           | 16     | 0      |        |
| Totale Östersund             | Totale Östersund             | Totale Östersund             | 27         | 0          |                 | 2               | 0               |                    | -                  | -                  |             | -           | -           | 29     | 0      |        |
| Totale carriera              | Totale carriera              | Totale carriera              | 76         | 6          |                 | 8               | 1               |                    | 0                  | 0                  |             | -           | -           | 84     | 7      |        |

## Palmarès

### Club

#### Competizioni nazionali
- Coppa di Norvegia: 2

Molde: 2021-2022, 2023